# Statek parowoturbinowy

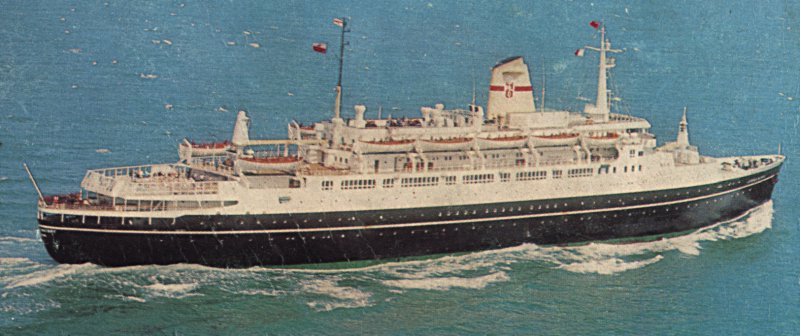
TSS „Stefan Batory”

Statek parowoturbinowy, parowiec turbinowy, TSS (od ang. turbine steam ship) – turbinowy statek parowy, czyli statek napędzany turbiną parową, na przykład TSS „Stefan Batory”. Stosowany jest także skrót TS lub ogólny SS.